# Maserati A6 GCS
Maserati A6 GCS – samochód sportowy produkowany przez włoskie przedsiębiorstwo branży motoryzacyjnej Maserati i produkowany w latach 1953−1957. Wyposażony był on w nadwozie typu roadster. Samochód był napędzany przez silnik R6 o pojemności 2,0 l. 

## Dane techniczne
- Silnik: R6 2,0 l (1985 cm³)[1]
- Układ zasilania: b.d.
- Średnica × skok tłoka: b.d.
- Stopień sprężania: b.d.
- Moc maksymalna: 167 KM (122 kW)[1]
- Maksymalny moment obrotowy: b.d.
- Prędkość maksymalna: b.d.